# The Herball or Generall Historie of Plantes
The Herball or Generall Historie of Plantes, publié à Londres en 1597, est un ouvrage de botanique, se présentant sous la forme d'un herbier artificiel, du  botaniste et chirurgien anglais John Gerard (1545-1612). Cet ouvrage a été réimprimé en 1633 et 1636 dans une version complétée et améliorée par Thomas Johnson.
La page titre représente Yahweh (Dieu, en haut au centre), Cérès (déesse romaine de l'agriculture, en haut à gauche), Pomone (déesse romaine des fruits, en haut à droite), Théophraste (botaniste grec, milieu à gauche), et Dioscoride (philosophe grec, herboriste et botaniste, milieu à droite), et John Gerard (l'auteur, en bas au centre).

## Histoire
C'est l'imprimeur londonien, John Norton, qui est à l'origine de la publication de l'« Herball ». Il a en effet commandé une nouvelle traduction de Cruydeboeck, œuvre de Rembert Dodoens publiée à Anvers en 1554. 
Une traduction de cette œuvre en anglais par Henry Lyte (à partir de la version française de Charles de L'Écluse, Histoire des plantes) avait été publiée en 1578 sous le titre A niewe Herball or Historie of Plantes. 
La nouvelle traduction de John Gerard devait être publiée sous le nom de Historie of Plants et illustrée par des gravures sur bois figurant des plantes acquises auprès de l'éditeur Nicholaus Bassaeus de Francfort. Ces gravures illustraient un autre herbier, Neuw Kreuterbuch (1588-1591) de Jacobus Theodorus (aussi connu sous le nom de Tabernaemontanus) et avaient été imprimées à part sous le titre « Eicones plantarum seu stirpium », publié en 1590 à Francfort-sur-le-Main,. 

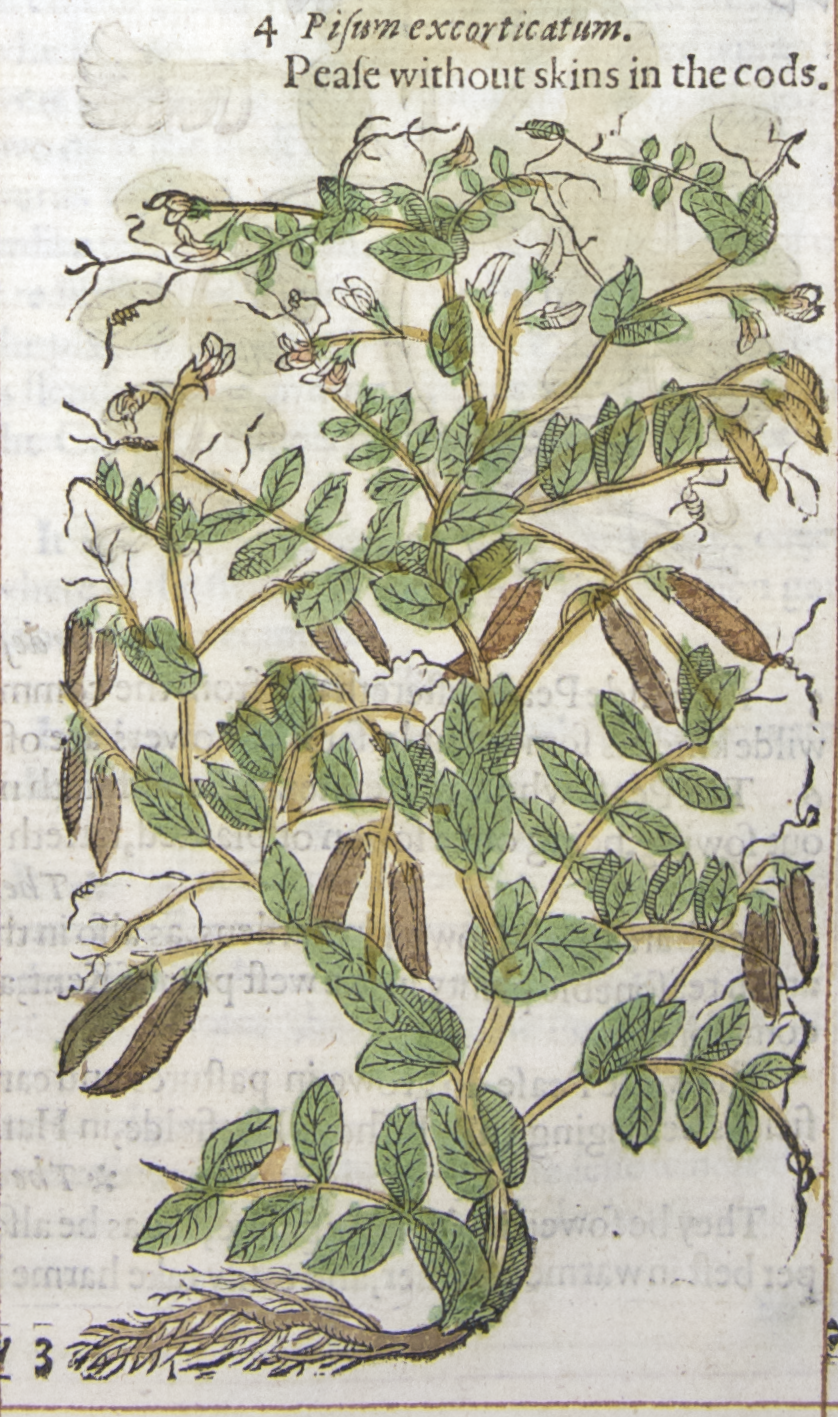
Illustration extraite de The Herball, Pisum excorticatum, version colorisée.

Il semble certain que la traduction de John Gerard, qui surpassait tous ses prédécesseurs, en particulier Henry Lyte,  a été construite sur les bases de la traduction commencée par un certain Robert Priest, médecin membre du Collège de médecine de Londres,, décédé avant la publication. John Gerard chargé de terminer l'ouvrage, n'a toutefois accordé aucun crédit au Dr Priest. Il a écrit son texte en s'adaptant aux gravures précédemment imprimées, indiquant que de nombreuses plantes n'étaient pas originaires d'Angleterre. Malgré ses défauts, l'herbier de John Gérard est resté le plus recherché pendant plusieurs décennies.
Dans les années 1630, la veuve de John Norton a commandé une nouvelle édition pour concurrencer l'« Herbier » très attendu de John Parkinson. Thomas Johnson a rapidement révisé le texte, qui a été publié en 1633 et a été si bien accueilli qu’il a été publié à nouveau en 1636, tandis que le « Theatrum botanicum » de John Parkinson n'a été publié qu’en 1640.  